# Фёдоров, Всеволод Тихонович
Всеволод Тихонович Фёдоров (1902—1989) — советский военный и государственный деятель, работник правоохранительных органов, генерал-майор технических войск (10.11.1942), начальник Главного управления шоссейных дорог НКВД СССР (1939—1942), заместитель министра строительного, дорожного и коммунального машиностроения СССР.

## Биография
Родился в 1902 году в Асхабаде (ныне Ашхабад, Туркменистан). В 1916 году окончил 4 класса Асхабадского городского училища. С мая 1916 года работал учеником-переписчиком в службе пути Среднеазиатской железной дороги, с мая 1917 года — сцепщиком вагонов на станции Ашхабад, с мая 1918 года — конторщиком в управлении Ташкентского округа путей сообщения. Член РКП(б) с 1919 года, после чего был направлен на партийную работу и с февраля по май 1919 года являлся секретарём Железнодорожного райкома РКП(б) в Ташкенте.
С 1919 по 1921 годы служил в Красной Армии: красноармеец 1-го Коммунистического полка Туркестанского фронта, с октября 1919 — секретарь следственной комиссии Особого отдела Туркестанского фронта, с мая 1920 — секретарь политотдела Ташкентской железной дороги в Оренбурге.
Демобилизован в июне 1921 года и далее находится на партийной и хозяйственной работе. Сначала работал в Туркестане заведующим Учраспредом бюро ЦК Союза железнодорожников Туркестана и с октября 1921 года — заведующим учётно-статистическим отделением Ташкентского горкома РКП(б). В августе 1923 года переведён в Москву, где стал председателем месткома Учпрофсожа № 1 Московско-Белорусско-Балтийской железной дороги. В июне 1928 года стал политруком техникума в Москве, одновременно учился в МАДИ. После его окончания с июля 1930 по январь 1931 года — начальник участка Таджикского Главтранса. В январе 1931 года вернулся в Москву и несколько лет работал в Моссовете:  начальник объекта, заместитель начальника дорожного строительства, начальник строительства набережной, начальник и главный инженер эксплуатационного управления Моссовета, в 1937 году — главный инженер отдела строительства дорог и набережных Моссовета. В условиях массовых репрессий в короткий срок получил ряд всё более высоких назначений: в октябре 1937 года назначен начальником управления дорожно-мостового хозяйства Наркомата коммунального хозяйства РСФСР, уже в ноябре 1937 года стал заместителем народного комиссара коммунального хозяйства, а в мае 1938 года — начальником Главного дорожного управления при Совете народных комиссаров РСФСР.
Окончил Механический институт имени М. В. Ломоносова в 1925 году и МАДИ в 1930 году.
После смены руководства НКВД СССР и чистки возглавлявших его руководителей при наркоме Н. И. Ежове в числе большого количества партийных работников был переведён в НКВД и 5 марта 1939 года назначен заместителем начальника Главного управления строительства шоссейных дорог НКВД СССР. А уже с 21 апреля 1939 года стал начальник этого Главка (все его предыдущие начальники — Г. И. Благонравов, М. А. Волков и Д. М. Дмитриев — были арестованы и расстреляны). Участник освободительного похода в Западную Украину в сентябре 1939 года и советско-финской войны 1939—1940 годов. С 27 марта 1941 года — начальник Главного управления аэродромного строительства НКВД СССР. С 31 июля 1941 года — начальник Главного управления строительства шоссейных дорог НКВД СССР. 14 мая 1942 года откомандирован в распоряжение НКО СССР. В 1942—1946 годах — заместитель начальника Главного дорожного управления РККА. С июня по сентябрь 1945 года — начальник дорожного управления Дальневосточного фронта, участвовал в советско-японской войне.
После войны откомандирован в народное хозяйство СССР, оставаясь до 1956 года в кадрах Советской армии. С февраля 1946 года — заместитель наркома (с марта 1946 года министра) строительного и дорожного машиностроения СССР. В мае—сентябре 1953 года короткое время был начальником Главного управления автомобильного транспорта Министерства путей сообщения СССР. С сентября 1953 года — 1-й заместитель министра автомобильного транспорта и шоссейных дорог СССР. С июля 1956 года — начальник Главдорстроя при Совете Министров СССР. С апреля 1959 года — заместитель министра транспортного строительства СССР. С мая 1963 года — главный редактор журнала «Автомобильные дороги».
С апреля 1974 года на пенсии.
Депутат Верховного Совета РСФСР 1-го созыва от Мордовской АССР (1938—1946).
Умер 1 апреля 1989 года в Москве. Похоронен на Котляковском кладбище.

### Специальные и воинские звания
- военинженер 1-го ранга (05.03.1939)
- бригинженер (08.09.1941)
- генерал-майор технических войск (10.11.1942)

### Награды и премии
- два ордена Ленина (19.04.1944, …)
- два ордена Красного Знамени (18.09.1943; 8.09.1945)
- орден Отечественной войны I степени (6.04.1985)
- орден Дружбы народов
- два ордена «Знак Почёта» (26.04.1940, …)
- орден Трудового Красного Знамени
- орден Красной Звезды (5.11.1954)
- медаль «За боевые заслуги» (6.05.1946)
- медаль «За оборону Москвы»
- медаль «За оборону Ленинграда»
- медаль «За оборону Сталинграда»
- медаль «За взятие Кёнигсберга»
- ряд других медалей СССР
- Сталинская премия III степени (1951) — за создание конструкции, освоение производства и внедрение в строительство высокопрочных автоматизированных сборно-разборных бетонных заводов